# تناستوم كثيف
التناستوم الكثيف (باللاتينية: Tanacetum densum) نوع نباتي ينتمي إلى جنس التناستوم من الفصيلة النجمية.

## البيئة والانتشار
موطنه بلاد الشام وتركيا.

## مرادفات للاسم العلمي
- (باللاتينية: Pyrethrum densum Labill.)